# مهیر
مهیر (به عربی: المهیر) یک شهرداری در الجزایر است که در استان برج بوعریریج واقع شده‌است. مهیر ۱۵٬۱۶۰ نفر جمعیت دارد.